# Символи префектури Ямаґуті

## Символи префектури
|         |  |  |        |
| Емблема |  |  | Прапор |

- Емблема префектури

Емблема префектури Ямаґуті — стилізоване зображення ієрогліфів 山 (яма) і　口 (куті), що разом складають ім'я префектури. Емблема уособлює собою птаха, що летитить до сонця. Коло символізує згуртованість жителів префектури, а крила — її злет та розвиток. Ця емблема була затверджена постановою №506-2 3 вересня 1962 року на пам'ять 90-річчя заснування префектури Ямаґуті.
- Знак-символ префектури

Окремий знак-символ префектури Ямаґуті відсутній. Зазвичай, емблема використовується як знак-символ префектури.
- Прапор префектури

Положення про прапор префектури Ямаґуті було затверджено разом із постановою про емблему префектури 3 вересня 1962 року. Згідно з нею, співвідношення сторін прапора дорівнює 2 до 3. У центрі розміщується емблема префектури, яка дорівнює 3/5 висоти полотнища. Колір прапора — червно-брунатний, а емблеми — білий.
- Дерево префектури

Японська червона сосна (Pinus densiflora) затверджена деревом префектури 14 вересня 1966 року. Вона є цінним і якісним товаром земель Ямаґуті, з якого впродовж віків виготовляли палаци для імператорської сім'ї Японії та чимало буддистських храмів по всій країні. Деревина цього різновиду сосни має шляхетний, червонуватий відтінок.
- Квітка префектури

Квіткою-символом префектури вважається цвіт "літнього мандарину" нацумікана (Citrus natsudaidai Hayata). Цей вид було вперше винайдено у землях Ямаґуті у 1704 році. Він розцвітає у травні та має дуже запашні квіти. Вони тримаються на гілках близько місяця. Цвіт нацумікану обрано квіткою префектури 22 березня 1964 року.
- Птах префектури

Птах-символ Ямаґуті — чорний журавель (Grus monacha). Він прилітає до префектури з Сибіру на зимівку, проводячи в Японії час з жовтня по березень. Чорний журавель був затверджений птахом префектури 13 жовтня 1964 року.
- Тварина префектури

Плямистий олень (Cervus nippon) обраний твариною префектури Ямаґуті 13 жовтня 1964 року. Найбільші популяції цих тварин проживають в околицях міст Сімоносекі та Наґато.
- Морський символ префектури

Морським символом префектури Ямаґуті є риба смугаста фуґу (Takifugu rubripes). Вона вважається уособленням добробуту, так як її ім'я схоже на японське слово "фуку" — "щастя". Префектура займає перше місце в Японії за виловом цієї риби. Фуґу затверджено префектурним символом 26 серпня 1989 року.